# Louise Dambrun
Pour les articles homonymes, voir Dambrun.
Louise Dambrun, aussi appelée Madeleine Dambrun, née le 26 mars 1875 à Paris et morte le 30 août 1960 à Versailles, est une artiste française.
Peintre et aquarelliste de fleurs, elle a aussi travaillé comme dessinatrice de décors pour la manufacture de Sèvres en 1901.

## Biographie
Louise Cécile Blanche Dambrun naît en 1875 à Paris, fille de Charles Louis Dambrun, comptable et futur architecte, et de Mélanie Augustine Beaugnon, son épouse. Elle a une sœur, Marie, née en 1878, future professeure de piano, et un frère, Maurice, né en 1887 et futur architecte lui aussi.
Élève de Louise Thoret et Mme Dampt, puis de M. Mayeux et de Gustave Brisgand, Louise Dambrun expose au Salon des artistes en 1899, où elle présente des projets de coupe en faïence. En 1901, elle travaille pour la Manufacture de Sèvres comme dessinatrice de décors, réalisant quelques projets de vases,. Résidant 7, rue de l’Isly, elle exerce comme professeure de dessin et de peinture. 
Installée au 49 puis au 75, rue des Batignolles au début du siècle, elle présente des objets dans le domaine des arts décoratifs lors de diverses manifestations, comme l'exposition de l'Union des femmes peintres et sculpteurs en 1904 et 1906 (sac à main orné de coccinelles), ou celle de Versailles en 1907 (reliures). 
Sa dernière participation au Salon a lieu en 1911, où elle expose des cuirs d'art. En 1920, elle présente une peinture de sous-bois lors de la 38e exposition de l'Union des femmes peintres et sculpteurs.
À partir de 1928, Louise Dambrun adhère à la Société des artistes indépendants et participe aux expositions annuelles avec des aquarelles de fleurs. À la même époque, elle exerce toujours comme professeure de peinture, résidant désormais 7 bis, rue du Maréchal-Gallieni à Saint-Leu-la-Forêt avec sa sœur, professeure de piano. 
En 1940, résidant 8 rue du Cloître-Saint-Merri à Paris, Louise Dambrun dépose une demande de secours auprès du fonds spécial du chômage pour les artistes du département de la Seine. 
Louise Dambrun meurt en 1960 à Versailles, à l'âge de 85 ans.

## Œuvres
(liste non exhaustive)
- Coupe, faïence, Salon de 1899, localisation inconnue (no 4970)
- Plumes de paon et anémones, coupe faïence, exposition de la Société des amis des arts du Havre, 1899, localisation inconnue (no 761)[17]
- Chardons et sauterelles, coupe faïence, exposition de la Société valenciennoise des arts, 1899, localisation inconnue (no 41)[18]
- Pissenlits, coupe faïence, exposition de la Société valenciennoise des arts, 1899, localisation inconnue (no 42)[18]
- 6 projets de décors pour la manufacture de Sèvres, 1901, musée national de la Céramique, Sèvres, base Joconde[7]
- Une vitrine contenant : Trois cuirs repoussés, patinés, Salon de 1903, localisation inconnue (no 4399)
- Coupe, faïence, Salon de 1903, localisation inconnue (no 4400)
- Pochette à gants, liseuse, boîte à timbres, étui à cigares, étui à cigarettes, cuirs repoussés et patinés, exposition de la Société des amis des arts du département de Seine-et-Oise, 1904, localisation inconnue (no 435)[19]
- Bibelots, exposition de l'Union des femmes peintres et sculpteurs, Paris, 1904, localisation inconnue[11]
- Sac à main orné de coccinelles, exposition de l'Union des femmes peintres et sculpteurs, Paris, 1906, localisation inconnue[12]
- Reliures, exposition de Versailles, 1907[13].
- Une vitrine de cuirs d'art, Salon de 1911, localisation inconnue (no 5051)
- Effets de soleil, aquarelle, Salon des beaux-arts d’Eure-et-Loir, localisation inconnue[20]
- Peinture de sous-bois, 38e exposition de l'Union des femmes peintres et sculpteurs, Paris, localisation inconnue[14]
- Œillets, 39e exposition de la Société des artistes indépendants, 1928, localisation inconnue (no 1049)[15]
- Chrysanthèmes, 39e exposition de la Société des artistes indépendants, 1928, localisation inconnue (no 1050)
- Fleurs, aquarelle, 40e exposition de la Société des artistes indépendants, 1929, localisation inconnue (no 1109)[21]
- Fleurs, aquarelle, 40e exposition de la Société des artistes indépendants, 1929, localisation inconnue (no 1110)
- Roses, aquarelle, 41e exposition de la Société des artistes indépendants, 1930, localisation inconnue (no 1010)[22]
- Œillets, aquarelle, 41e exposition de la Société des artistes indépendants, 1930, localisation inconnue (no 1011)
- Nature morte, 48e exposition de la Société des artistes indépendants, 1937, localisation inconnue (no 836)[23]
- Œillets, 48e exposition de la Société des artistes indépendants, 1937, localisation inconnue (no 837)

## Distinction
- Officier d'académie (1913)